# Daifolket
Daifolket (kinesiska: 傣族; pinyin: Dǎizú) är en etnisk folkgrupp som lever i den södra delen av den kinesiska provinsen Yunnan inom den autonoma Xishuangbannaprefekturen. Folkgruppen räknas som en av Kinas 56 officiella minoritetsfolk. 
Med daifolket kan man även mena olika taigrupper i Laos, Myanmar, Thailand och Vietnam.
Folket talar ett tai/daispråk som tillhör den kinesisk-tibetiska språkfamiljen och har ett alfabetiskt skriftspråk.
De sysselsätter sig oftast med jordbruk och producerar ris, sockerrör, kaffe och ett flertal fruktsorter.